# Volvo V40 (2012)
|  | Denne artikel omhandler den nye V40-model fra 2012. For den oprindelige model fra 1995, se Volvo S40/V40. |
Volvo V40 er en personbilsmodel fra den svenske bilfabrikant Volvo, som blev præsenteret på Geneve Motor Show 2012 og kom på markedet den 11. august 2012. Modellen er en femdørs hatchback i den lille mellemklasse, som skal afløse sedanen S40. Stationcarmodellen V50 er også taget af programmet, mens coupéen C30 indtil videre fortsætter.
Bilen findes med tre benzin- og dieselmotorer. Topmodellen, en turboladet 2,5-liters benzinmotor, yder derved 187 kW (254 hk). Et start/stop-system og et bremseenergigenvindingssystem er standard, mens køberen selv kan vælge mellem manuel gearkasse eller automatgear. Som særligt kendetegn er V40 som den første bil overhovedet udstyret med fodgængerairbag, som ved en kollision lynhurtigt folder sig ud over kølergrillen, den nederste tredjedel af forruden samt A-søjlen.
Til starten af 2013 er planlagt en højere SUV-udgave, som kommer til at findes med både for- og firehjulstræk. Modellen skulle oprindeligt have heddet XC40, mens V40 Cross Country optræder i fagpressen.

## Motorer
| Model         | Cylindre | Ventiler | Slagvolume cm³ | Max. effekt kW (hk) / omdr. | Max. drejningsmoment Nm / omdr. | 0-100 km/t sek. | Topfart km/t | Byggeår   |
| ------------- | -------- | -------- | -------------- | --------------------------- | ------------------------------- | --------------- | ------------ | --------- |
| Benzinmotorer |          |          |                |                             |                                 |                 |              |           |
| T3            | 4        | 16       | 1595           | 110 (150) / 5700            | 240 / 1600 − 4000               | 8,8             | 210          | 5/2012 −  |
| T4            | 4        | 16       | 1595           | 132 (180) / 5700            | 240 / 1600 − 5000               | 7,7             | 225          | 5/2012 −  |
| T4            | 5        | 20       | 1984           | 132 (180) / 5000            | 300 / 2700 − 4000               | 8,7             | 225          | 10/2012 − |
| T5            | 5        | 20       | 1984           | 157 (213) / 6000            | 300 / 2700 − 5000               | 7,7             | 225          | 10/2012 − |
| T6            | 5        | 20       | 2497           | 187 (254) / 5400            | 360 / 1800 − 4200               | 6,5             | 250          | 10/2012 − |
| Dieselmotorer |          |          |                |                             |                                 |                 |              |           |
| D2            | 4        | 8        | 1560           | 84 (114) / 3600             | 270 / 1750 − 2500               | 12,3            | 190          | 5/2012 −  |
| D3            | 5        | 20       | 1984           | 110 (150) / 3500            | 350 / 1500 − 2750               | 9,6             | 210          | 5/2012 −  |
| D4            | 5        | 20       | 1984           | 130 (177) / 3500            | 400 / 1750 − 2750               | 8,6             | 220          | 5/2012 −  |